# Bob McDonnell
Robert Francis McDonnell, detto Bob (Filadelfia, 15 giugno 1954), è un politico statunitense, governatore della Virginia dal 2010 al 2014.

## Biografia
È stato il settantunesimo governatore della Virginia. Nato da una famiglia di origini irlandesi nello stato di Pennsylvania. Sua madre si chiamava Emma mentre suo padre era John McDonnell e viaggiò con lui in Germania in gioventù.
Studiò alla Bishop Ireton High School e poi all'University of Notre Dame. Sposò Maureen Patricia McDonnell con cui ebbe 5 figli.